# Heilig Kreuz (Köln)
Heilig Kreuz (auch Heiliges Kreuz) ist eine katholische Pfarrkirche im Kölner Stadtteil Weidenpesch, die 1931 nach Plänen des Architekten Heinrich Bartmann erbaut, seit Ende 1931 genutzt und im Juni 1934 geweiht wurde. Die Kirche trägt den Patrozinium Heiliges Kreuz und ist seit 1983 denkmalgeschützt. Ihre Architektur steht im Spannungsfeld zwischen Tradition und Moderne, wobei der Entwurf den eher konservativ-traditionellen Vorstellungen der Gemeinde gerecht werden musste.

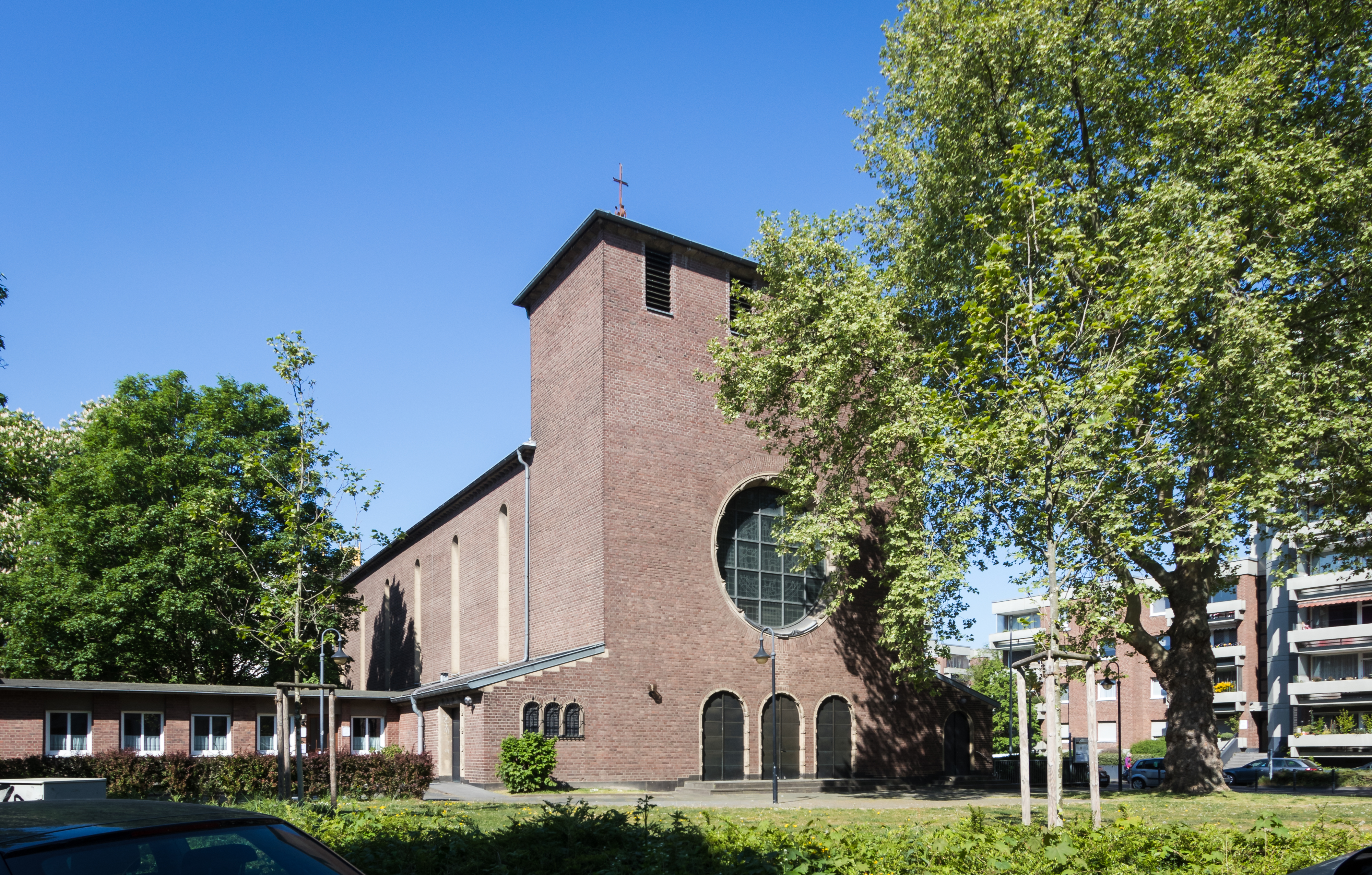
Außenansicht, 2020

## Vorgeschichte und Bau

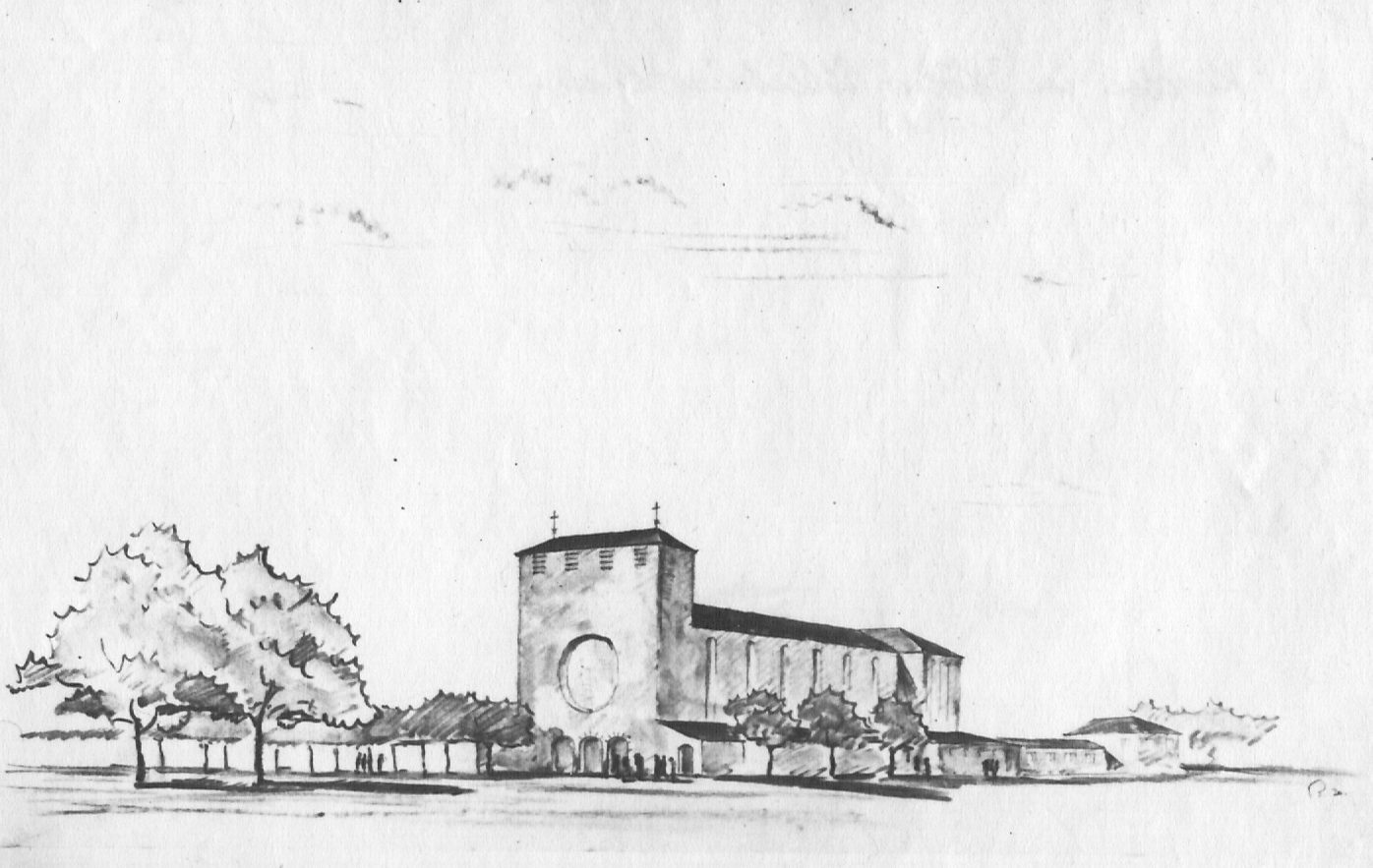
Entwurfszeichnung von Heinrich Bartmann

Die Pfarre St. Stephanus lag in den 1930er Jahren im damals noch als Merheim (linksrheinisch) bezeichneten Stadtteil, der durch Siedlungsbau in den 1920er Jahren stark an Bevölkerung dazugewonnen hatte. Die ältere Kirche St. Stephanus reichte für die Seelsorge nicht mehr aus, so dass man einen Ideenwettbewerb unter allen katholischen Architekten Kölns ausschrieb.
Die Kirche, für die ein vergleichsweise knappes Budget von 180.000 Mark zur Verfügung stand, sollte einen „eindeutig sakralen Charakter“ haben und durchaus modern sein dürfen; bei den Entwürfen sollte jedoch auf „Experimente“ aller Art verzichtet werden. Von den 88 Entwürfen wurden 12 in die engere Wahl einbezogen, aus der Heinrich Bartmann als Sieger hervorging – ihm wurde auch die Leitung des Neubaus übertragen. Entwürfe weiterer Teilnehmer, darunter auch die von Dominikus Böhm (4. Platz), sind im Pfarrarchiv erhalten geblieben und von Kunsthistoriker Ulrich Krings rezipiert worden. Er sieht den umgesetzten Bau als „versachlichten, reduzierten Böhm“ – allerdings bescheidener und ohne an Böhms Qualität heranzureichen.

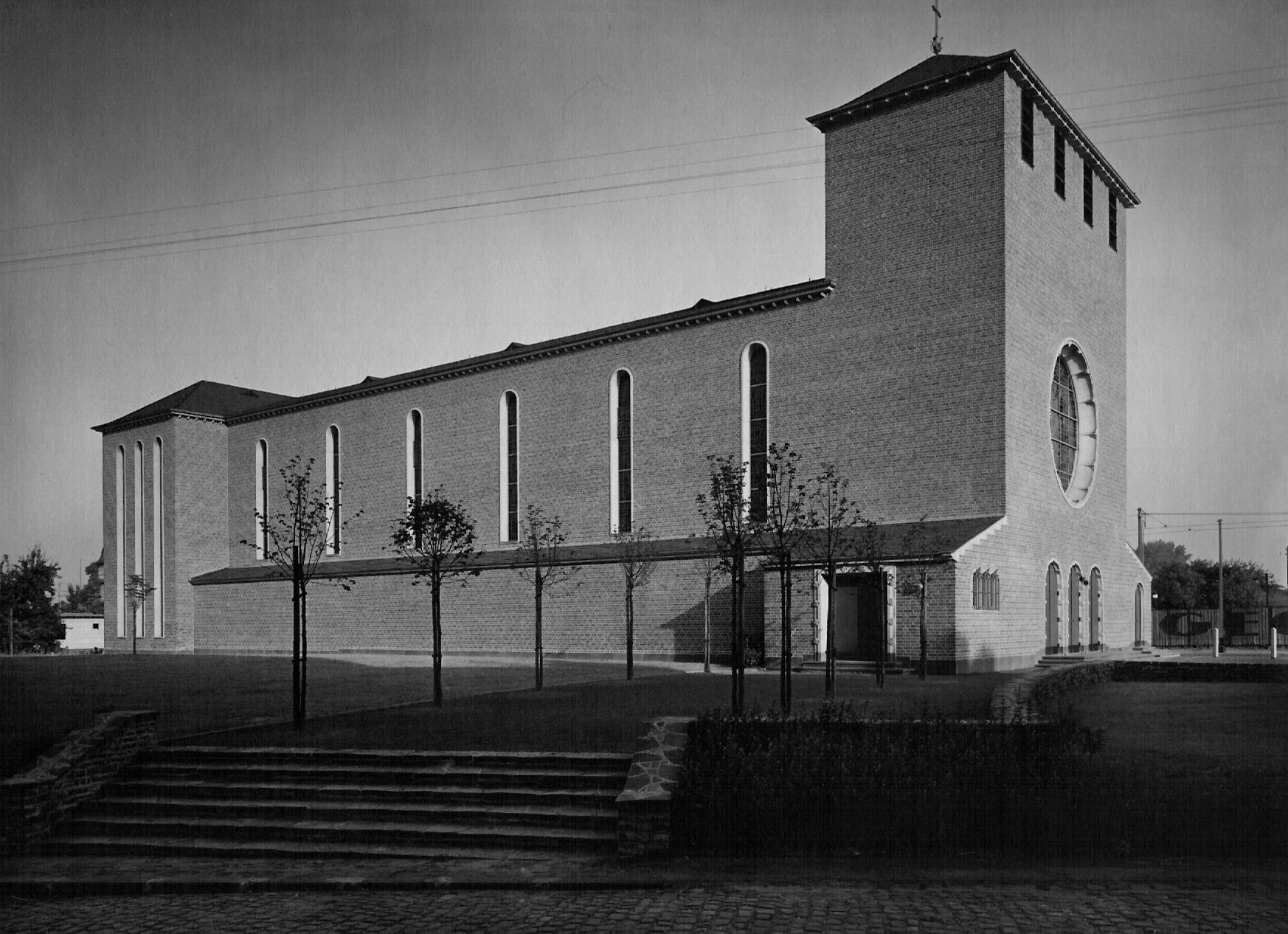
Außenansicht, kurz nach der Fertigstellung des Baus

Nach dem ersten Spatenstich im Mai 1931 wurde am 5. Juli des Jahres die Grundsteinlegung und im August das Richtfest gefeiert. Zum Heiligabend 1931 wurde die Kirche zur liturgischen Nutzung eingesegnet; die eigentliche Weihe nahm Weihbischof Wilhelm Stockums am 10. Juni 1934 vor. Ab 1937 wurde Heilig Kreuz auch zur Pfarrkirche der Gemeinde erhoben.
Bei Luftangriffen während des Zweiten Weltkriegs wurde ein Großteil der Kirchenfenster zerstört. Am 10. Januar 1983 wurde die Kirche Heilig Kreuz unter der Nummer 1249 in die Denkmalliste der Stadt Köln aufgenommen.

## Baubeschreibung

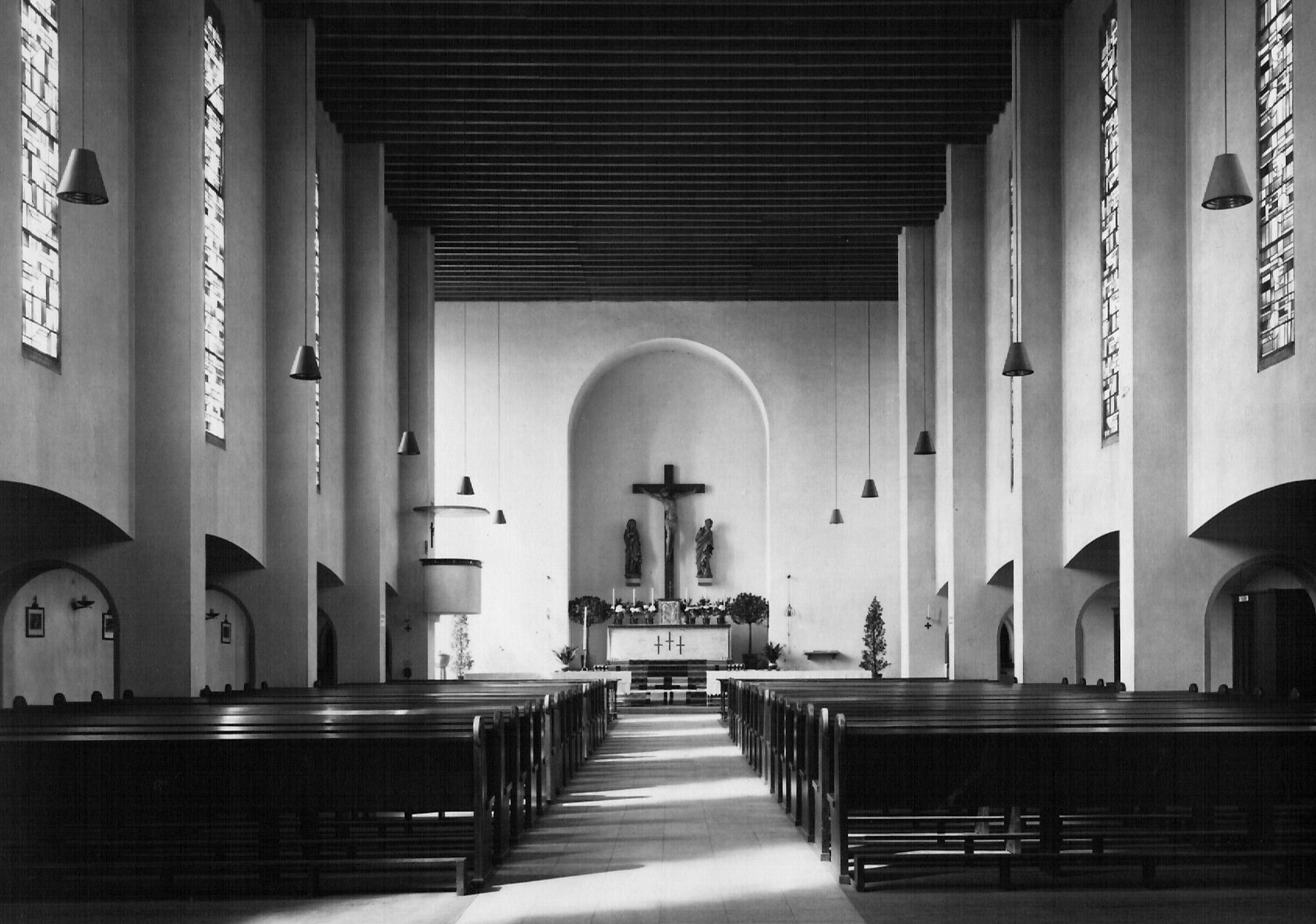
Ursprüngliche Innenansicht: links vor dem Chor die Kanzel, wohl 1937 oder später (Kreuzigungsgruppe statt Baldachin)

Die Kirche, die nicht geostet ist, setzt sich aus monumentalen Baukörpern zusammen, von denen am auffälligsten der breite Portalbau im Osten ist. Ihm folgt ein hoch aufragendes, basilikaartig gestuften Mittelschiff. Die eingeschossigen Seitenschiffe sind mit einem einfachen Pultdach versehen, das Langhaus mit einem sehr flachen Satteldach. Der Chor ist leicht verbreitert angesetzt, im Norden mit weiteren Anbauten für Sakristei und Marienkapelle ergänzt und wie der Portalbau mit eigenen (Walm-)Dächern versehen.
Die Außenwände aus Backstein sind ausschließlich durch die hohen, schmalen Rundbogenfenster gegliedert, deren schlanke Stürze mit Tuffstein abgesetzt sind. Ein großes Rundfenster dominiert den Eingangsbau, der sich durch drei Rundbogenportale ins Innere öffnet. Seitliche Eingänge bieten je einen kleinen Raum für die persönliche Andacht.
Im Inneren dominiert das große, durch sechs Wandpfeiler strukturierte Langhaus, dessen weiß verputzte Wände durch eine bis zum Chor durchgehende, gleichmäßige Balkendecke abgeschlossen werden. Die niedrigen, fensterlosen Seitenschiffe werden durch Wandscheiben, die mit Rundbögen verbunden sind, untergliedert. Die Orgelempore ist im Vorbau integriert und öffnet sich mit leicht gerundeter Brüstung zum Langhaus hin.

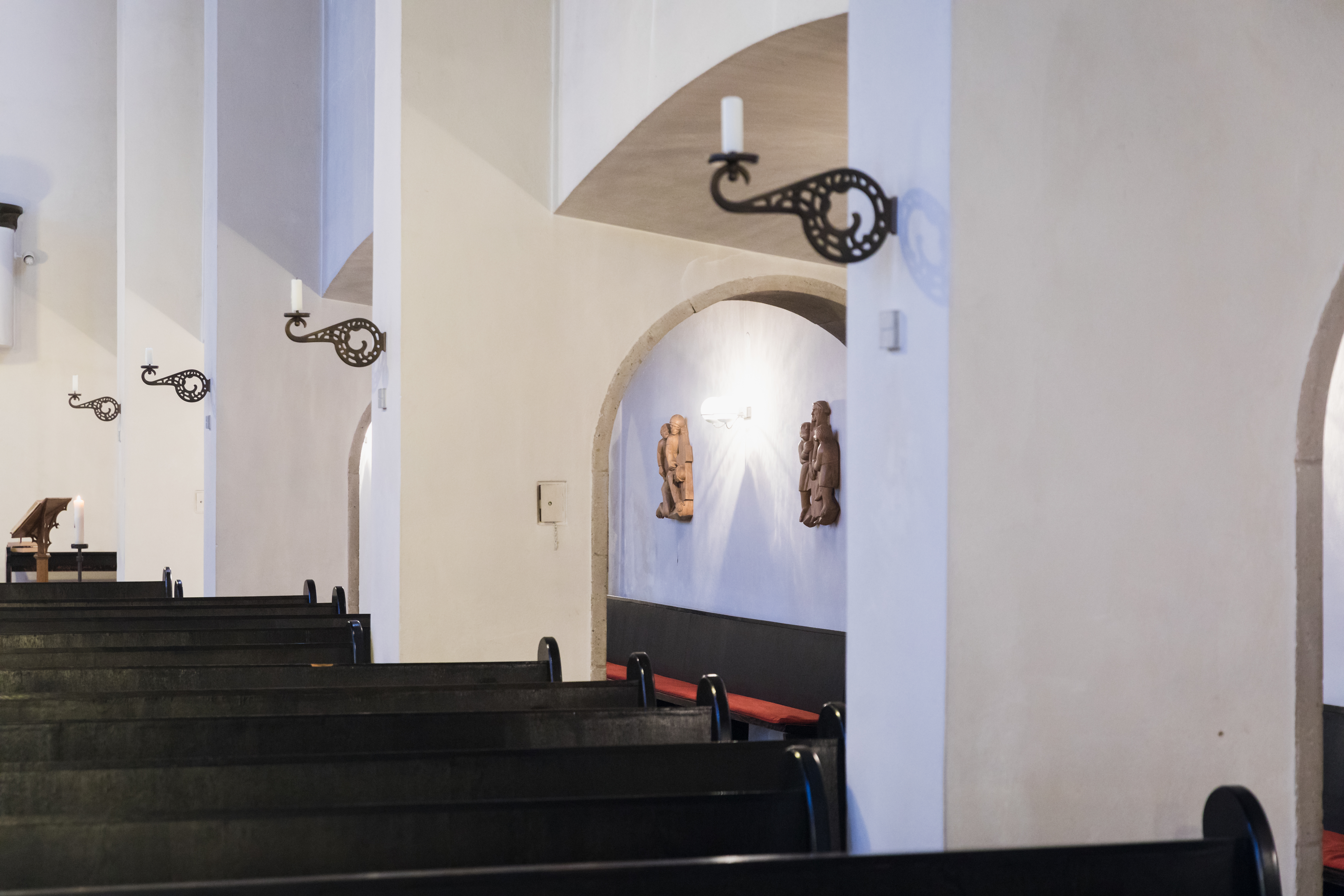
Wandpfeiler/Wandscheiben zum Seitenschiff, Durchgänge

Der abschließende Querbau wird mit einer hohen Rundbogennische an der Westwand geschlossen. Seitlich öffnen sich je drei schmale Rundbogenfenster, im Süden wandhoch, von der Seite, so dass der Chorraum – vom Langhaus aus gesehen – indirekt belichtet wird.
Ursprünglich gab es in der Altarnische einen hohen Altarblock, der von einem gekrönten Baldachin umfasst war. Dieser wurde 1937 durch eine Kreuzigungsgruppe ersetzt. Ab 1966 wurde der Chor den Anforderungen des Zweiten Vatikanischen Konzils gemäß umgestaltet.

## Ausstattung

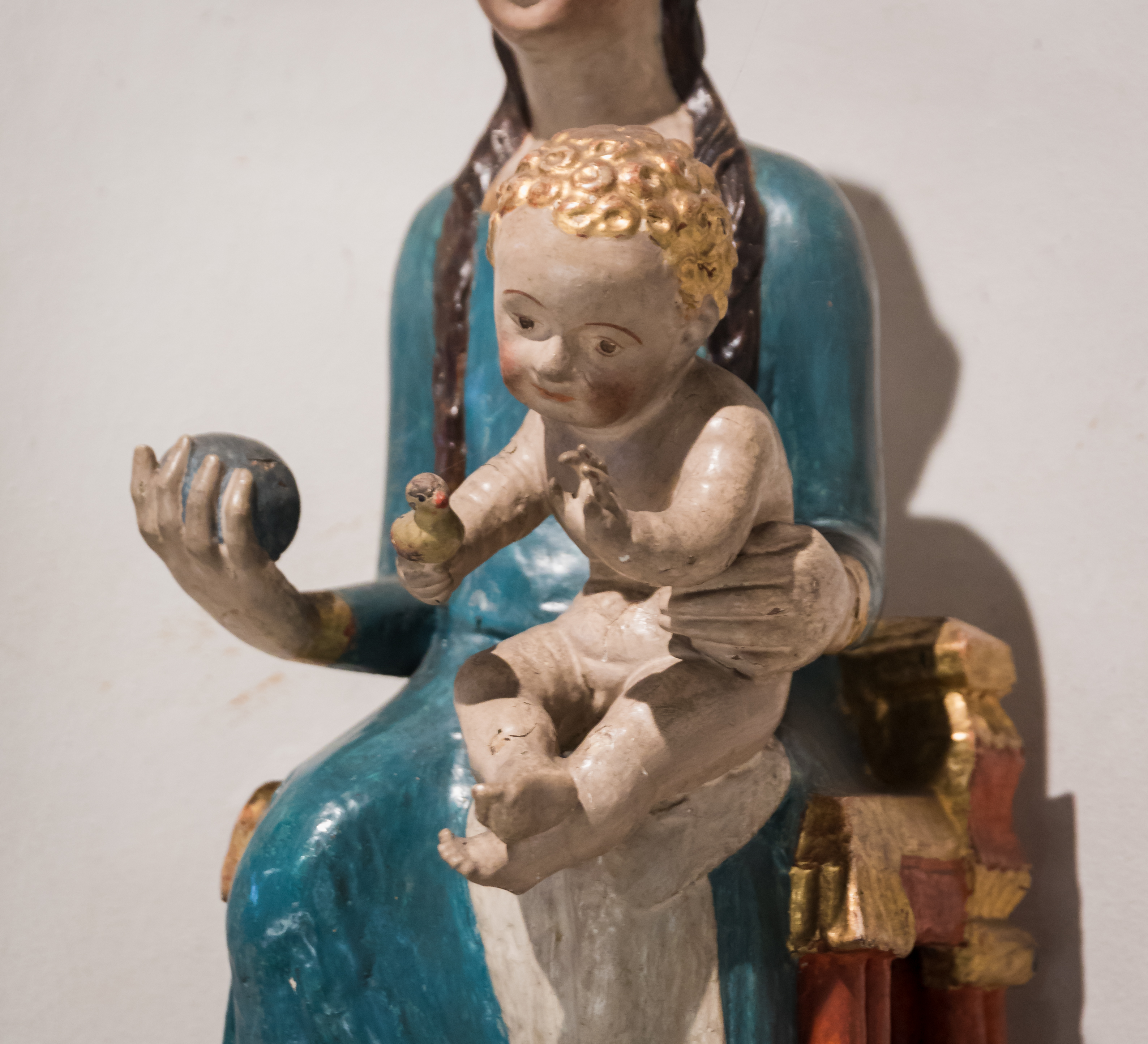
Spätgotisches Jesuskind auf romanischer Madonna

Die ursprünglichen Fensterentwürfe stammten von Eduard Horst und fanden nicht nur Zustimmung – insbesondere der Architekt soll über ihre Zerstörung bei Luftangriffen 1943 nicht unglücklich gewesen sein. Neue, durch den Glasmaler Anton Wendling noch 1944 entworfene Chor- und Langhausfenster wurden 1952 durch Hein Derix gefertigt und gelten als die bessere Ergänzung für den Bau. Ein 1953 eingebautes neues Rosettenfenster basierte auf Entwürfen von Hans Lohbeck und stellt die Auferstehung Christi dar.

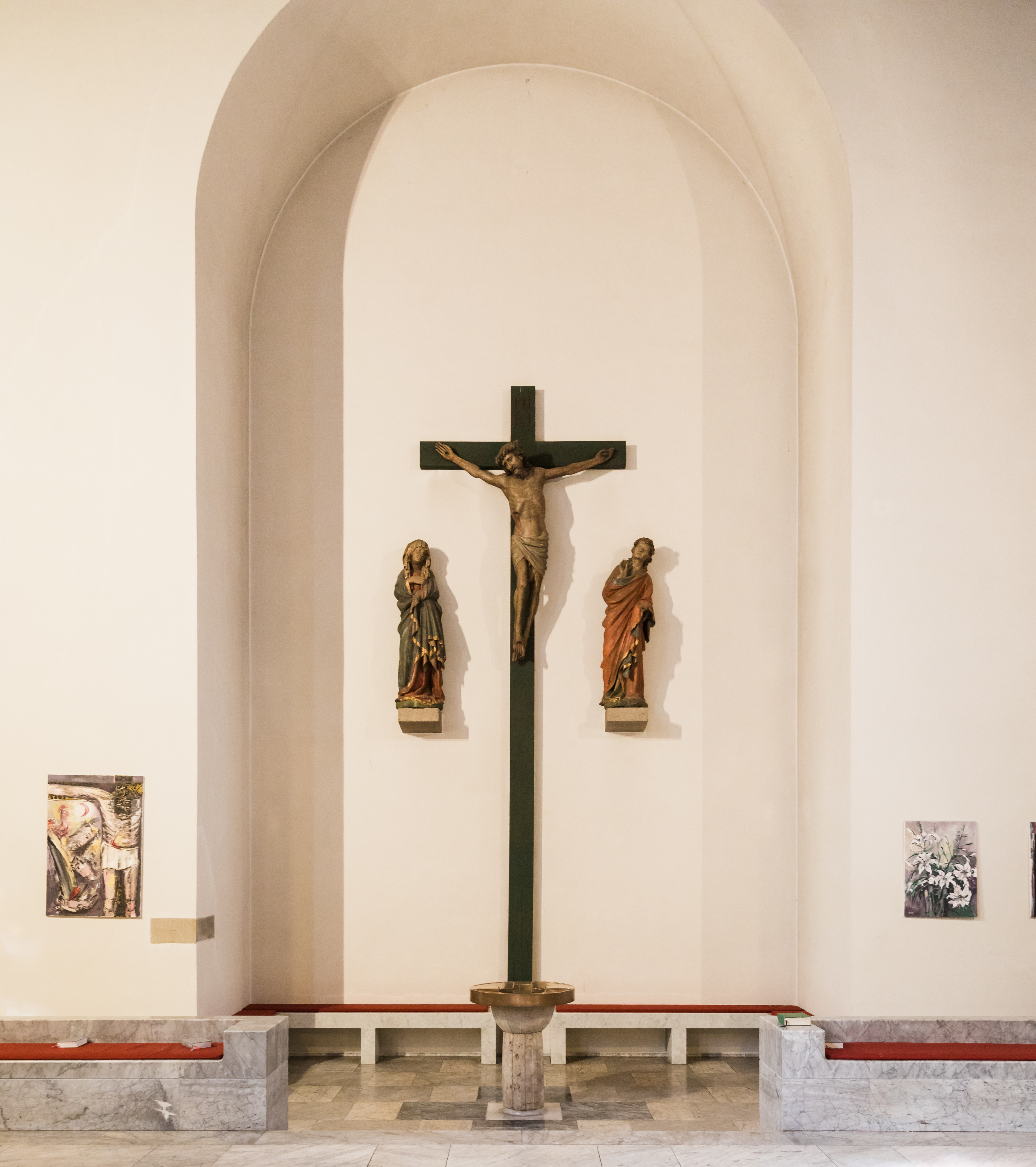
Kreuzigungsgruppe an der Altarrückwand

Mit dem umgestalteten Chorraum der 1960er Jahre wurden Ambo, Altartisch und Sakramentshäuschen nach Entwürfen von Rudolf Peer neu gefertigt.
Ein Teil des Figurenschmucks in Heilig Kreuz sind mittelalterlich, von hoher Qualität und gelangten in den 1930er Jahren in die Kirche. Eine Madonna mit Kind, die so genannte „Merheimer Madonna“ stand ursprünglich in einem Heiligenhäuschen an der Neusser Straße – der so genannten Anna-Kapelle, da man sie für eine Abbildung der Heiligen Anna mit ihrem Kind Maria hielt. Erst 1937 kam man bei einer Restaurierung zu der Erkenntnis, dass es sich um eine Madonna-mit-Jesuskind-Darstellung handelt, und dass das leicht „überdimensionierte“ Jesuskind aus einer völlig anderen Epoche als die Marienfigur stammt: Die romanische Madonna entstand um 1210 und das spätgotische Jesuskind etwa um 1430. Im Jahr 1954 erhielt sie eine neue Fassung und steht inzwischen in der Marienkapelle seitlich vom Chor.
Die große Kreuzigungsgruppe im Altar entstand 1410/1420; hinzu kommen Skulpturen des Heiligen Antonius und des Heiligen Josef. Eine Barockmadonna stammt wohl aus dem Umfeld des Jeremias Geisselbrunn. Eine Reihe weiterer Holzskulpturen vervollständigt die Ausstattung.

### Orgel

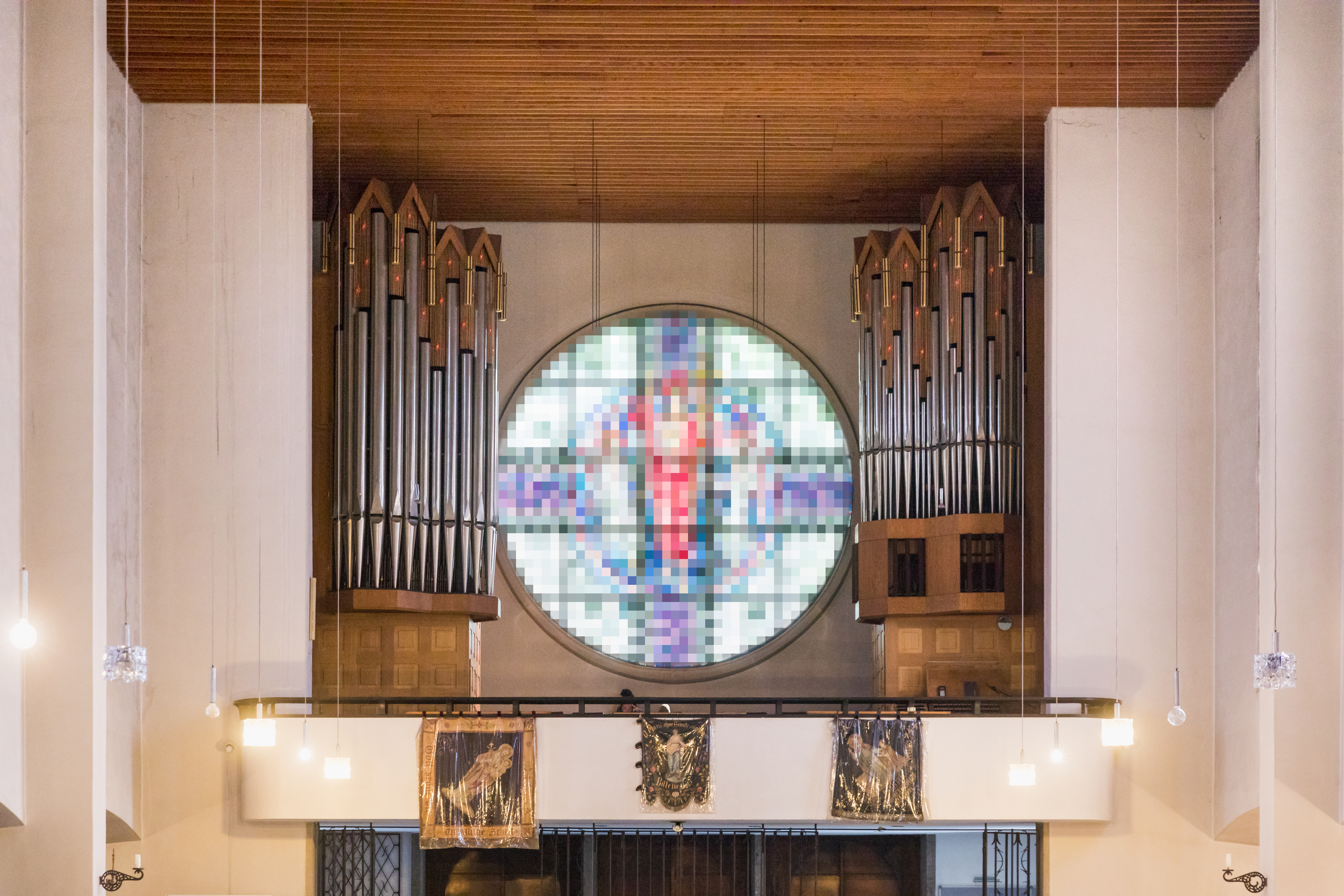
Orgelprospekt und zentrales Rundfenster

Eine erst wenige Jahre alte Orgel aus St. Stephanus wurde 1933 nach Heilig Kreuz transferiert und dabei stark umgebaut, damit das große Rosettenfenster über der Empore nicht zugebaut wurde. Diese Orgel wurde mehrfach umgebaut und ergänzt, in den 1970er Jahren wurde sie ersetzt.
Man entschied sich nach einer erfolgreichen Spendenkampagne für eine dreimanualige Orgel von Weyland Orgelbau. Ihre Disposition lautet:
| I Hauptwerk C–g3 |        |
| Bordun           | 16′    |
| Prästant         | 08′    |
| Rohrflöte        | 08′    |
| Oktave           | 04′    |
| Bleigedeckt      | 04′    |
| Quinte           | 2 ⁄3′  |
| Superoktave      | 02′    |
| Terz             | 1 3⁄5′ |
| Mixtur IV–V      | 1 ⁄3′  |
| Trompete         | 08′    |

| II Schwellwerk C–g3 |       |
| Holzflöte           | 08′   |
| Gambe               | 08′   |
| Voix céleste        | 08′   |
| Prinzipal           | 04′   |
| Koppelflöte         | 04′   |
| Nachthorn           | 02′   |
| Larigot             | 1 ⁄3′ |
| Scharf IV           | 01′   |
| Septnone II         | 1 ⁄7′ |
| Basson              | 16′   |
| Hautbois            | 08′   |

| III Brustwerk C–g3 |      |
| Holzgedeckt        | 08′  |
| Blockflöte         | 04′  |
| Kleinprinzipal     | 02′  |
| Sifflet            | 01′  |
| Zimbel III         | 1⁄2′ |
| Musetteregal       | 08′  |

| Pedal C–f1     |       |
| Prinzipalbass  | 16′   |
| Subbass        | 16′   |
| Oktavbass      | 08′   |
| Pommer         | 08′   |
| Choralbass     | 04′   |
| Rauschwerk III | 2 ⁄3′ |
| Posaune        | 16′   |
| Holztrompete   | 08′   |

- Koppeln: II/I, III/I, III/II, I/P, II/P, III/P
- Tremulanten: vom Spieltisch frei einstellbar, für Haupt-, Schwell- und Brustwerk
- Spielhilfen: 12 elektronische Setzerkombinationen

### Glocken
Das Geläut setzt sich aus insgesamt sechs Glocken zusammen, von denen zwei nur noch solistisch verwendet werden. Zwei von drei Glocken aus den 1930ern wurden durch Kriegseinwirkung zerstört. Passend zu ihrer Glocke von 1981 ergänzte die Eifeler Glockengießerei im Jahr 1987 drei weitere. Die Schlagtöne sind f1–g1–a1–c1. Die Solo-Glocke von Christian Claren aus dem Jahr 1861 hat den Schlagton h1, die Otto-Glocke von 1931 – die einzige verbliebene Vorkriegsglocke – den Schlagton a1.